# Дисциплина (поведение)
Дисципли́на (от лат. disciplīna, от discere — «учиться») — правила поведения личности, соответствующие принятым в обществе нормам или требованиям правил распорядка, строгое и точное соблюдение правил, принятых человеком (людьми) к выполнению.
Дисциплина — модель поведения человека, направленная на следование определённому порядку.
Дисциплина в организациях и в обществе в целом достигается как поощрениями, так и наказаниями. Чрезмерное насилие приводит к активному противодействию.  Существует также понятие «самодисциплина» — контроль собственного поведения по отношению к себе и другим людям, воспитание в себе силы воли.

## Католичество

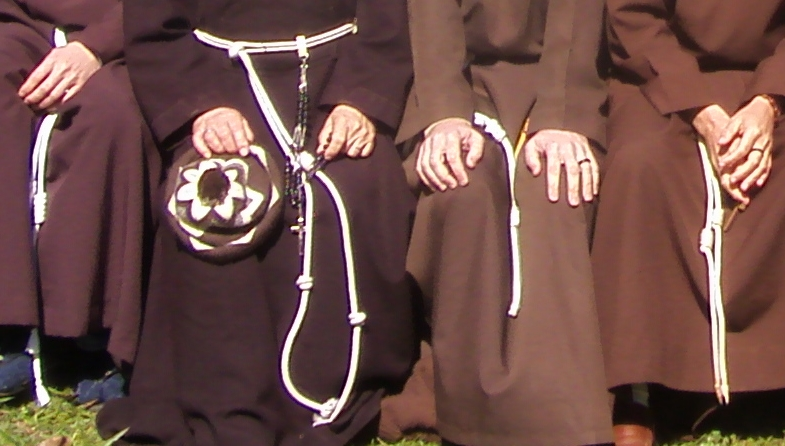
«Дисциплина» — пояс-плеть монахов-францисканцев, на которой навязаны утяжеляющие «францисканские» узлы, чтобы было больней наказанному

Слово «дисциплина» произошло от слова discipulos («ученик») — тот, кого обучают. И в начале означало «преподавание»; затем — преподаваемый предмет («моя дисциплина», говорит преподаватель); потом — средства, необходимые для того, чтобы учить и направлять людей (после этого заговорили о правовой, семейной, школьной дисциплине), затем — соблюдение членами определённой группы правил и обычаев, принятых в данной группе. И отсюда слово эволюционировало в ином направлении, стало означать совокупность наказаний для монаха, нарушившего дисциплину. А среди этих наказаний одно стало называться самим этим словом «дисциплина». Речь идёт о плетях из верёвок (или маленьких цепочек), которые использовались монахами для умерщвления плоти или для наказания провинившегося.

## Военное дело
Воинская дисциплина (военная дисциплина) — строгое и точное соблюдение всеми военнослужащими порядка и правил, установленных законами, уставами и приказами командиров (начальников). Основным методом воспитания у военнослужащих дисциплинированности является убеждение. Однако это не исключает возможности применения мер принуждения к тем, кто недобросовестно относится к выполнению своего воинского долга.
У древних греков военная дисциплина (Disciplina militaris) была в тесной связи с их государственной жизнью вообще и с различными характерами греческих племён.
Русский фельдмаршал А. Суворов причислял дисциплину к числу основных воинских добродетелей и указывал:

Субординация, экзерциция, дисциплина, чистота, здоровье, опрятность, бодрость, смелость, храбрость, победа. Слава, слава, слава!— А. В. Суворов

## Психология
Психологическая сущность дисциплины связана как с внешними поведенческими проявлениями (выполнение требований, привнесённых другими людьми) и внутренними установками (выполнение требований, выработанных к себе самому). Внешние проявления дисциплинированности могут быть связаны с социальным давлением, но установка на дисциплинированность — это осознанное поведение, не зависящее от изменяющихся условий.
Исследования бихевиористов показали, что подкрепление желаемого поведения — эффективнее, чем наказание. На идеях бихевиоризма основаны современные технологии управления дисциплиной в школе. Одной из наиболее популярных таких технологий является поддержание положительного поведения (positive behavior support), также система вмешательств и поддержания желаемого поведения (positive behavioral intervention and support) — рабочие рамки для функциональной оценки трудного поведения учащихся и переустройства условий обучения в качестве решения.

## Парадоксы дисциплины[12]
- В некоторых случаях нормативность поведения в организации и общепринятые представления о «правильном» поведении в определённой ситуации могут расходиться. Следовательно, человек, поступающий «правильно» в данной ситуации — недисциплинирован
- Развитие дисциплины может происходить в связи с развитием такого качества, как не всегда оправданная безоговорочная подчиняемость человеку, наделённому легитимной властью, официальному авторитету (продемонстрированный в эксперименте подчинения авторитету)